# Trolleybus de Košice
Le réseau de trolleybus de Košice est le plus petit réseau de trolleybus en Slovaquie. La tension utilisée est 750 V.

## Histoire
Les premiers projets d'un réseau de trolleybus remontent à la première moitié des années 1980 pour desservir deux quartiers résidentiels nouvellement bâtis sur des collines et, pour cette raison, inaccessibles aux trams. Les travaux ont commencé en 1986 mais ont été retardés par la révolution de velours.
Le chantier a repris au début des années 1990 et le premier trolleybus a pris la route le 27 septembre 1993 sur une ligne numérotée 70 -Dargovských hrdinov – Mlynská bašta-
En 1995 ouverture du tronçon Mlynská bašta - Námestie osloboditeľov.
Depuis 1998 les trolleybus atteignent Sídlisko KVP. En 1999, dernière extension en date du réseau vers Myslava avec la création des lignes 71 et 72.

## Réseau actuel

### Aperçu général
- 71 et 71N	Lingov - Mier - Mlynská bašta - Námestie osloboditeľov - Magistát mesta Košice - KVP, kláštor
- 72 	Lingov - Mier - Mlynská bašta - Námestie osloboditeľov - Magistát mesta Košice - Grunt

### Service de Nuit
Le service de nuit est assuré par des bus et des trolleybus (Ligne 71N)

### Matériel roulant
| Image | Type       | Modification et sous-type |
| ----- | ---------- | ------------------------- |
|       | Škoda 15Tr | Škoda 15Tr, Škoda 15TrM   |
|       | Škoda 14Tr | Škoda 14TrM               |